# اسم شخصي (صفة)
الاسم الشخصي (بالفرنسية: Prénom)‏ (بالإنجليزية: Given name)‏، المعروف أيضا: (الاسم الأول؛ الاسم المعطى[بحاجة لمصدر]) هو الاسم الشخصي الأول لكل شخص والذي يميزه عن شخص آخر والذي يعتبر جزء من الإسم الشخصي الكامل، حيث يشكل مع اسم العائلة أو العشيرة أو القبيلة أو اسم الأب أو الجد اسمه الكامل، وهو الاسم الذي يمنحه الآباء لأبنائهم بعد الولادة.